# Watersipora subtorquata
Watersipora subtorquata is een mosdiertjessoort uit de familie van de Watersiporidae. De wetenschappelijke naam van de soort is, als Cellepora subtorquata, voor het eerst geldig gepubliceerd in 1852 door Alcide d'Orbigny. 

## Verspreiding
Watersipora subtorquata is een korstvormende bryozo die wijd verspreid over de hele wereld is. De kolonies kunnen rechtopstaand en bladachtig zijn, met uitgebreide overlappende kalkhoudende korsten en gekrulde randen, die een secundaire leefgebied creëren voor de vestiging van andere ongewervelde zeedieren. Het is onduidelijk waar deze soort vandaan komt, maar het is nu aanwezig in veel warmwaterkustgebieden over de hele wereld en is invasief geworden aan de westkust van Noord-Amerika, in Australië en Nieuw-Zeeland. Deze soort groeit op rotsen, oesterschelpen, palen, drijvers, olieplatforms, scheepsrompen en aangroeiplaten.